# Dinosaur National Monument

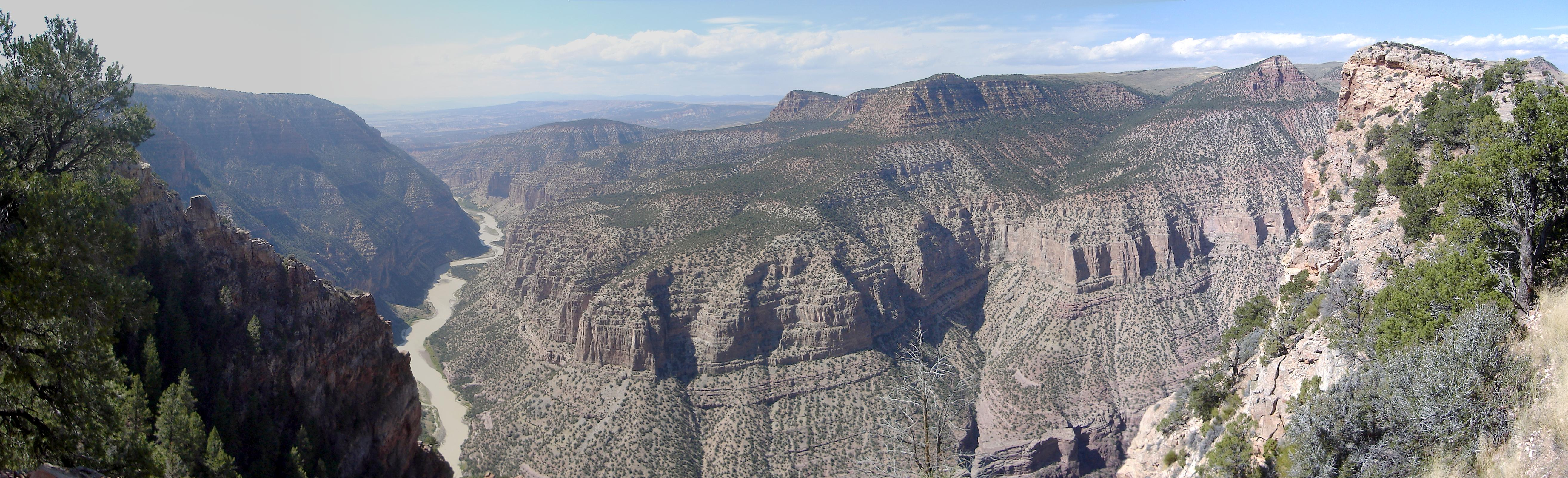
Kanion rzeki Green River w Dinosaur National Monument

Dinosaur National Monument – amerykański pomnik narodowy, znajdujący się na granicy stanów Kolorado, Arizona, Wyoming i Utah, w pobliżu ujścia rzeki Yampa do rzeki Green River.
Pierwszy skamieniały szkielet apatozaura na tym terenie odkrył paleontolog Earl Douglass 17 sierpnia 1909 roku. Do tej pory na terenie pomnika znaleziono tysiące kości należących do 10 gatunków dinozaurów.
Pomnik został ustanowiony decyzją prezydenta Woodrowa Wilsona 4 października 1915 roku, na obszarze 0,32 km². Obszar znajdujący się pod ochroną powiększono 14 lipca 1938 roku. Obecnie zajmuje on powierzchnię 853,26 km² i jak wiele innych pomników narodowych zarządzany jest przez National Park Service. Na terenie parku znajdują się także liczne petroglify i piktogramy naskalne żyjących na tym terenie Indian, począwszy od prekolumbijskiej kultury Fremont.
Wybudowane w parku w 1957 roku muzeum zostało zamknięte w lipcu 2006 roku ze względu na niestabilność fundamentów i pozostanie zamknięte do momentu rozwiązania tego problemu.